# Nzanga Mobutu
Nzanga Ngbangawe Mobutu (nascido em 24 de março de 1970) é um empresário e político quinxassa-congolês, filho do ex-presidente Mobutu Sese Seko e sua segunda esposa Bobi Ladawa. Ele é o atual presidente da União dos Democratas Mobutuistas (UDEMO), partido político que fundou em 2007 como sucessor do Movimento Popular da Revolução (MPR) de seu pai. Atuou no governo da República Democrática do Congo sob o presidente Joseph Kabila de 2007 a 2011, inicialmente como Ministro da Agricultura e posteriormente como Vice-Primeiro Ministro das Necessidades Sociais Básicas e Vice-Primeiro Ministro do Trabalho, Emprego e Segurança Social. Foi demitido do governo em março de 2011.

## Antecedentes
Nzanga Mobutu é o filho mais velho de Mobutu Sese Seko e de sua segunda esposa, Bobi Ladawa. Cresceu na Bélgica e posteriormente estudou comunicação e relações internacionais no Canadá e na França, antes de retornar ao Zaire em meados da década de 1990. Trabalhou como porta-voz e assessor de comunicação de seu pai e também foi presidente do conselho de administração do banco estatal Soza Bank. Em maio de 1997, exilou-se no Marrocos com sua família após a queda do regime de seu pai pelas forças rebeldes lideradas por Laurent-Désiré Kabila.
Nzanga é casado com Catherine Bemba, filha do empresário Jeannot Bemba Saolona, e o casal tem três filhos: Nyiwa, Bobi e Sese.

## Atividades empresariais
Em 1998, Nzanga e sua mãe, Bobi Ladawa, fundaram a "Fundação Mobutu" para apoiar jovens empreendedores africanos. Mais tarde, Nzanga fundou a Aries Communication, uma empresa de comunicações sediada no Marrocos. Também foi diretor da Casa Agrícola Solear, uma empresa portuguesa de agricultura e pecuária, além de membro do centro de reflexão Renaissance, na Bélgica.

## UDEMO na província de Equador
Em 2003, Nzanga e seu irmão Giala fundaram a União dos Democratas Mobutuistas (UDEMO) como uma ONG. No final de 2005, Nzanga anunciou sua candidatura às eleições presidenciais de 2006, realizadas em julho daquele ano. Durante o segundo turno das eleições, a UDEMO foi formalmente convertida em um partido político. Ele tem forte apoio na província de Equador, especialmente em Gebadolite, a cidade natal de sua família.

## Eleições presidenciais de 2006
Nas eleições presidenciais de 2006, Nzanga ficou em quarto lugar, com cerca de 4,8% dos votos. Após o primeiro turno, ele formou uma coalizão política com o então presidente Joseph Kabila para garantir votos na região de Équateur. A coalizão também incluiu o partido político PALU, de Antoine Gizenga.

## Cargos no governo
Nzanga foi nomeado Ministro da Agricultura em 2007 no governo de Antoine Gizenga. Em 2008, no governo de Adolphe Muzito, foi promovido a Vice-Primeiro Ministro das Necessidades Sociais Básicas e, em 2010, assumiu o cargo de Vice-Primeiro Ministro do Trabalho, Emprego e Segurança Social.
Em março de 2011, foi demitido pelo presidente Joseph Kabila, acusado de "abandono de serviço" por permanecer na Europa desde novembro de 2010 sem justificativa. Relatos sugerem que sua saída prolongada foi motivada por discordâncias com Kabila, especialmente devido às relações deste com o regime de Kagame, acusado de fomentar a violência no leste do país.

## Anos recentes
Após deixar o governo, Nzanga dividiu seu tempo entre Marrocos e os Estados Unidos, onde se envolveu em empreendimentos comerciais e atividades humanitárias. Nas eleições de 2018, apoiou o candidato da oposição Martin Fayulu. Em janeiro de 2023, retornou à República Democrática do Congo, onde reafirmou seu apoio ao presidente Félix Tshisekedi para as eleições de dezembro de 2023.